# Box86
Box86 es un emulador de herramientas de espacio de usuario x86 en máquinas Linux ARM. Es una alternativa a QEMU. Permite el uso de juegos y otro software gráfico.